# Нсанбаєва Санія Жангалієвна
Санія Жангалієвна Нсанбаєва (рос. Сания Жангалиевна Нсанбаева; нар. 8 червня 1967, Гур'єв, Казахська РСР) — російська футболістка казахського походження, півзахисниця.
З 1989 по 1991 рік виступала за команду «Шагала» (Гур'єв).
З 1992 по 1994 рік виступала за ЦСК ВПС, провела в чемпіонаті Росії 59 матчів та відзначилася 1-м голом, у тому числі у 1994 році зіграла 13 матчів. У розіграші кубку Росії 1993 забила 2 м'ячі.

## Досягнення
- / Чемпіонат Росії
  -  Чемпіон (2): 1993, 1994
  -  Срібний призер (1): 1992

- Кубок Росії
  -  Володар (1): 1994